# Precisielandbouw

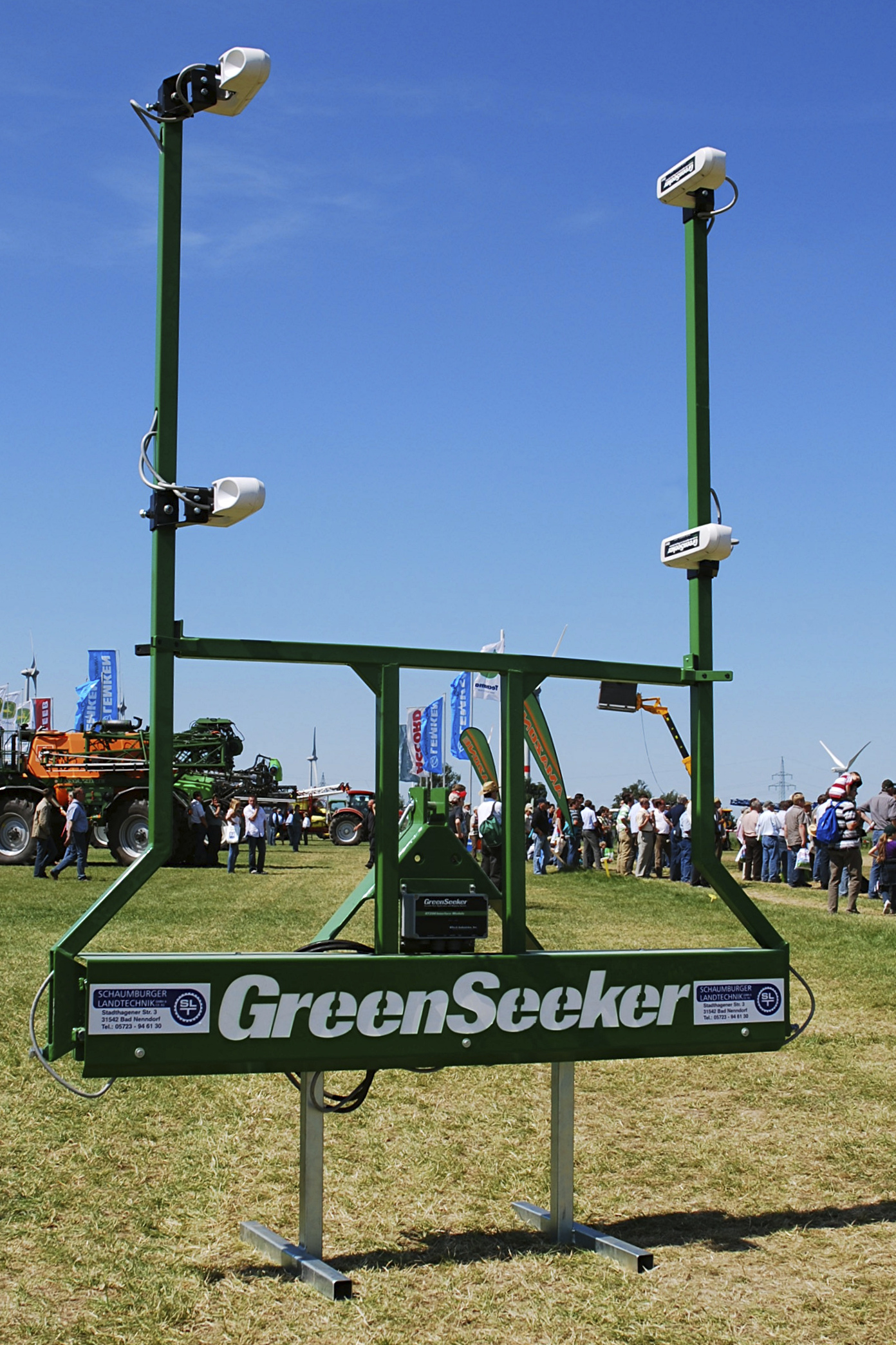
Opbouw met sensoren die bij het uitrijden de benodigde hoeveelheid kunstmest of bestrijdingsmiddel bepalen

Precisielandbouw is het nauwgezet en een efficiënt bedrijven van geautomatiseerde landbouw en maakt daarbij gebruik van GPS, sensoren op de grond of vanuit de lucht (per drone of satelliet), en computers op de landbouwmachines of -voertuigen.
Voor de akkerbouw kan dit inhouden dat met zo weinig mogelijk kunstmest en gewasbeschermingsmiddelen maximale homogene kwaliteit en opbrengst wordt bereikt. Doordat minder diesel en N-kunstmest worden gebruikt en doordat de bodem een goede structuur heeft, bespaart precisielandbouw CO2-uitstoot. Ook de beregening en zaai/poot-dichtheid kunnen hiermee worden geoptimaliseerd. De behoefte voor de teelaarde kan per vierkante meter worden bepaald, terwijl dit anders per veld gebeurt. Gewasverliezen die optreden zonder dergelijke praktijken kunnen tot 20-30% minder opbrengst veroorzaken. 
De satellietinformatie wordt beschikbaar gesteld door het Netherlands Space Office (NSO) en levert informatie op over vochtgehalte, bodemkwaliteit en stikstof- en zetmeelgehalte in het gewas. De Nederlandse overheid heeft hierin gesubsidieerd om precisielandbouw te versterken en het doorvoeren ervan te versnellen.
In Nederland stimuleren de overheid en het agrarisch bedrijfsleven tezamen precisielandbouw met het Programma PrecisieLandbouw (PPL).